# Quillabamba
Quillabamba – miasto w południowym Peru, w regionie Cuzco, nad rzeką Urubamba. Według spisu ludności z 22 października 2017 roku miasto liczyło 26 288 mieszkańców. 
Quillabamba znajduje się na wysokości 1047 m. Panuje tu klimat umiarkowany ciepły. W mieście Quillabamba przez cały rok występują znaczne opady, nawet w najsuchszych miesiącach. Według klasyfikacja klimatów Köppena występuje tutaj klimat oceaniczny (Cfb). Średnia temperatura w mieście wynosi 14,6°C. Średnia roczna suma opadów wynosi 2227 mm. 